# Kajakarstwo na Letnich Igrzyskach Olimpijskich 1952 – K-2 1000 m mężczyzn
Zawody w kajakarstwie klasycznym (K2) na dystansie 1000 m mężczyzn na Letnich Igrzyskach Olimpijskich 1952 zostały rozegrane 28 lipca. W zawodach wzięło udział 38 zawodników z 19 państw. Zawody składały się z eliminacji i finału.

## Rezultaty

### Eliminacje
| Poz. | Zawodnicy                          | Reprezentacja   | Czas   | Uwagi |
| ---- | ---------------------------------- | --------------- | ------ | ----- |
| 1    | Lars Glassér Ingemar Hedberg       | Szwecja         | 3:51.7 | Q     |
| 2    | Kurt Wires Yrjö Hietanen           | Finlandia       | 3:53.0 | Q     |
| 3    | Egon Dyg Andreas Lind              | Dania           | 3:53.3 | Q     |
| 4    | Anatolij Troszenkow Igor Kuzniecow | ZSRR            | 3:54.0 |       |
| 5    | Jan Matocha Otto Kroutil           | Czechosłowacja  | 3:56.3 |       |
| 6    | Eligio Valentino Pio Vennettilli   | Włochy          | 4:03.8 |       |
| 7    | Frank Prout Roland Prout           | Wielka Brytania | 4:07.6 |       |

| Poz. | Zawodnicy                    | Reprezentacja     | Czas   | Uwagi |
| ---- | ---------------------------- | ----------------- | ------ | ----- |
| 1    | Max Raub Herbert Wiedermann  | Austria           | 3:55.2 | Q     |
| 2    | Gustav Schmidt Helmut Noller | Niemcy            | 3:55.7 | Q     |
| 3    | Ivar Mathisen Knut Østby     | Norwegia          | 3:58.2 | Q     |
| 4    | Heinrich Heß Kurt Zimmer     | Protektorat Saary | 4:01.4 |       |
| 5    | Anton Kuster Hans Straub     | Szwajcaria        | 4:14.9 |       |
| 6    | Johnny Lucas Léon Roth       | Luksemburg        | 4:21.6 |       |

Wyścig 3
| Poz. | Zawodnicy                                 | Reprezentacja     | Czas   | Uwagi |
| ---- | ----------------------------------------- | ----------------- | ------ | ----- |
| 1    | Cees Koch Jan Klingers                    | Holandia          | 3:54.3 | Q     |
| 2    | István Granek János Kulcsár               | Węgry             | 3:54.5 | Q     |
| 3    | Maurice Graffen Marcel Renaud             | Francja           | 3:54.8 | Q     |
| 4    | Frans Van den Berghen Albert Van de Vliet | Belgia            | 3:59.2 |       |
| 5    | Thomas Horton John Eiseman                | Stany Zjednoczone | 4:02.9 |       |
| 6    | Robert Cordner George Ward                | Kanada            | 4:27.5 |       |

### Finał
| Poz. | Zawodnik                      | Reprezentacja | Czas   |
| ---- | ----------------------------- | ------------- | ------ |
|      | Kurt Wires Yrjö Hietanen      | Finlandia     | 3:51.1 |
|      | Lars Glassér Ingemar Hedberg  | Szwecja       | 3:51.1 |
|      | Max Raub Herbert Wiedermann   | Austria       | 3:51.4 |
| 4    | Gustav Schmidt Helmut Noller  | Niemcy        | 3:51.8 |
| 5    | Ivar Mathisen Knut Østby      | Norwegia      | 3:54.7 |
| 6    | Maurice Graffen Marcel Renaud | Francja       | 3:55.1 |
| 7    | István Granek János Kulcsár   | Węgry         | 3:55.1 |
| 8    | Cees Koch Jan Klingers        | Holandia      | 3:55.8 |
| 9    | Egon Dyg Andreas Lind         | Dania         | 3:59.3 |